# Кармасанська сільська рада
Кармаса́нська сільська рада (рос. Кармасанский сельский совет) — муніципальне утворення у складі Уфимського району Башкортостану, Росія. Адміністративний центр — село Кармасан.

## Населення
Населення — 1153 особи (2019, 1220 в 2010, 1042 в 2002).

## Склад
До складу поселення входять такі населені пункти:
| Населений пункт   | Населення, осіб (2002) | Населення, осіб (2010) |
| ----------------- | ---------------------- | ---------------------- |
| Асаново, село     | 345                    | 427                    |
| Кармасан, село    | 629                    | 706                    |
| Юлушево, присілок | 68                     | 87                     |